# Artigo científico
Um artigo científico (por vezes também chamado paper na língua inglesa) é uma pesquisa ou comunicação científica publicada em uma revista especializada. Também é denominado documento científico ou simplesmente artigo ou publicação.

## Objetivo
Seu objetivo é divulgar de forma clara e precisa os resultados de uma investigação realizada sobre uma área específica do conhecimento. Também pode encorajar o desenvolvimento de métodos experimentais inovadores.

## Recursos
Os ensaios científicos devem ser cuidadosamente redigidos para expressar de forma clara e sintética o que se pretende comunicar, e incluir as citações e referências bibliográficas necessárias para contextualizar, justificar e verificar os antecedentes e as ideias ou dados anteriores contidos no trabalho. O conteúdo também deve expor todas as informações necessárias para que seja possível reproduzir os resultados originais nele divulgados.
Às vezes, os artigos científicos são sínteses de relatórios ou teses maiores, que norteiam os esforços de quem possa ter interesse em consultar o trabalho original.
No início do século XXI estimava-se que o número de artigos científicos publicados no mundo tinha um crescimento exponencial, dobrando o número total de artigos publicados a cada 9 anos.
A tabela a seguir resume algumas características principais de um artigo científico:
| Característica      | Descrição | Critérios de qualidade |
| ------------------- | --- | --- |
| Trabalho científico | O artigo é resultado de uma investigação em que os achados são divulgados.                                             | Deve ser o resultado de pesquisas científicas rigorosas. Ou seja, você deve usar métodos, padrões e procedimentos que foram cientificamente comprovados como válidos.                                     |
| Originalidade       | O trabalho deve trazer algo novo para o campo de conhecimento correspondente.                                          | Deve ser um trabalho original do autor ou autores. |
| Arbitrado           | Refere-se ao fato de o artigo ter sido avaliado por um comitê de especialistas que aprovou sua inclusão na publicação. | Revisado por pares. Os árbitros podem propor aos autores correções e melhorias ou ampliação e justificativa de qualquer aspecto obscuro antes de sua aceitação final.                                     |
| Estrutura           | É a forma como o artigo está organizado.                                                                               | Deve-se seguir a estrutura imposta pelo órgão onde o artigo é publicado, incluindo a forma de fazer referências, as seções e a extensão de cada seção para cada uma das explicações dos tópicos a seguir. |
| Temático            | Refere-se ao conteúdo abordado no artigo.                                                                              | Atraente para o leitor, atual e da área da revista que a publica. |

Os artigos são geralmente curtos e pouco acessíveis a não especialistas. A introdução geralmente não explica certos assuntos técnicos em detalhes e, em vez disso, refere-se a outras referências que contêm tais detalhes. Em geral, um leitor que não conhece o essencial das referências bibliográficas pode ter dificuldade de compreensão, uma vez que os artigos científicos não são obras populares e se destinam a um público com conhecimentos específicos, para serem breves.

## Estrutura padronizada
Os artigos encontrados em periódicos científicos iniciam-se com o título do artigo seguido do nome de seus autores, um resumo do trabalho e um esquema denominado IMRAD (Introdução, Métodos e Materiais, Resultados e Discussão - introdução, materiais e métodos, resultados e discussão), que foi estabelecido pelo ICMJE, o Comitê Internacional de Editores de Revistas Médicas.
O artigo científico é um texto acadêmico que evidencia o cumprimento de normas específicas tanto em sua estrutura geral como em seu conteúdo. Esses aspectos fundamentais são determinados pelo tipo de leitores e pelos meios de divulgação. Abrange uma ampla variedade de tópicos relacionados à pesquisa nas diversas disciplinas do conhecimento. Assim, a utilização de vocabulário especializado e o tom formal e inequívoco com que é redigido facilitam o acesso às informações e, consequentemente, seu entendimento.

### Título
O título é, em primeira instância, a apresentação do documento e resume o conteúdo com precisão e clareza. Deve ser o mais curto possível, expressar qual é o problema, como foi estudado, o que foi encontrado e o que significa o resultado.

### Autores
Os nomes dos autores devem ser escritos após o título sequencialmente e separados por vírgulas.

### Resumo
O resumo (mais conhecido como abstract , em inglês) aparece imediatamente após o título do artigo. Apresenta:
- o contexto do estudo;
- o propósito do estudo;
- procedimentos básicos (seleção de sujeitos de estudo ou animais de laboratório, métodos observacionais ou analíticos);
- as principais descobertas (fornecendo tamanhos de efeito específicos e sua significância estatística, se possível);
- as principais conclusões;
- palavras chaves.

Deve enfatizar aspectos novos ou importantes do estudo ou observações.
Em sites de busca (como PubMed) ou periódicos licenciados, o resumo é a única coisa que é exibida a partir de um artigo científico.

### Introdução
A introdução apresenta o tema a ser tratado no artigo e costuma responder à pergunta sobre o porquê da realização do estudo; Deve conter a hipótese que se tenta demonstrar pelo estudo ou experimento realizado. Geralmente não tem mais do que dois parágrafos e às vezes inclui um compêndio das pesquisas mais recentes sobre o assunto.
Características gerais
1. Permite flexibilidade e variedade temática, bem como parte de uma análise descritiva sobre questões históricas, teóricas, científicas, políticas, culturais, econômicas e sociais atuais.
2. Sugere-se que a redação do artigo deve partir de fatos concretos e não de reflexões filosóficas ou considerações gerais sobre o assunto a ser discutido.
3. Trabalha e analisa diretamente sobre fatos que não têm outra finalidade rigorosa que informar sem ter que transmitir dados específicos. Por meio da persuasão e da sedução, o escritor descreve acontecimentos mais ou menos atuais.

### Métodos e materiais
A seção de métodos deve incluir apenas informações que estavam disponíveis no momento em que o plano de estudo ou protocolo foi escrito. Qualquer informação coletada durante o estudo deve ser registrada na seção Resultados. Normalmente os métodos descrevem técnicas ou processos existentes enfatizando como eles serão aplicados ao estudo concreto do artigo científico. A parte de materiais descreve as amostras ou objetos de estudo, sua descrição, sua origem e suas características gerais relevantes para o estudo.

### Resultados
Onde os resultados obtidos são apresentados, em estudos experimentais ou simulações computacionais são geralmente acompanhados de tabelas ou gráficos que resumem os aspectos quantitativos e qualitativos dos novos resultados obtidos no estudo.

### Discussão
Na discussão, os resultados obtidos são retomados e comparados com os anteriores, sua importância é contextualizada, bem como suas implicações práticas e teóricas. Pesquisas futuras são mencionadas nesta seção, bem como possíveis usos dos resultados. Esta parte frequentemente leva em consideração possíveis objeções, limitações e comentários sobre os resultados. Geralmente termina com as principais conclusões do estudo.

### Outras recomendações gerais
Antes de iniciar a redação do artigo científico, é importante definir o público que deseja atingir. A partir daí, saberemos que linguagem usar ou como vamos tratar o assunto. Esses textos também são adaptáveis para crianças de diferentes fases da escola.
Gráficos podem ser adicionados para reforçar a explicação textual.
Se siglas ou termos forem usados em outros idiomas, deve-se mencionar seu significado.
Exemplos, metáforas e analogias funcionam muito bem para ilustrar ao leitor sobre a leitura.

## Leitura Adicional
- CAMARGO, Ana Maria de Almeida; BELLOTTO, Heloísa Liberalli (orgs.). Dicionário de terminologia arquivística. São Paulo: Associação dos Arquivistas Brasileiros – Núcleo de São Paulo / Secretaria de Estado da Cultura – Departamento de Museus e Arquivos, 1996.
- ECO, Umberto. Como se Faz uma Tese - 14ª ed., São Paulo: Ed. Perspectiva, 1996.
- EMBRAPA. Manual de Referenciação Bibliográfica da Embrapa
- FRANÇA, Júnia Lessa et al. Manual para normalização de publicações técnico-científicas. Belo Horizonte: Editora UFMG, 1998.
- GARCIA, Mauricio. Normas para elaboração de dissertações e monografias. São Paulo: Universidade do Grande ABC, 2000.